# Bohumil Hrabal
Bohumil Hrabal, češki pesnik in pripovednik, * 28. marec 1914, Brno, Češka (tedaj Avstro-Ogrska), † 3. februar 1997, Praga.

## O avtorju
Bohumil Hrabal je mladost je preživel v Nymburku ob Labi, od koder se je preselil v Prago. Opravljal je razna fizična dela, izmed katerih se mu je najbolj vtisnil v spomin čas, ko je med vojno delal na železnici, ter pozneje, po vojni v kladenskih tovarnah, kar je bilo zanj bogato izhodišče za popisovanje različnih tipov ljudi, predvsem iz nižjih slojev, obstrancev, simpatičnih čudakov, za katere je izumil izraz pabitelji. Pabitelji so bili po njegovem mnenju novi ljudje, predstavniki t. i. subkulture, pabiteljstvo pa je izražalo razpoloženje predstavnikov sodobne družbe, ki so se znašli na robu osrednjih premikov živega, državotvornega življenja. Obenem je končal študij prava in pridobil doktorat prava na Karlovi univerzi. Umrl je zaradi padca skozi okno, medtem ko je krmil golobe. 

## Obdobje
Spada med najpomembnejše češke pripovednike druge polovice 20. stoletja. Njegovi romani nadaljujejo najboljšo češko leposlovno tradicijo, ki se začenja s Haškom (Dobri vojak Švejk), Čapkom in Kafko. Njegovo delo sodi v sam srednjeevropski vrh. 
Po 1945. letu se v češki književnosti kažejo vplivi socialističnega realizma po sovjetskem vzoru, nato iskanje v smeri humanističnega socializma. Avtorji naj bi se vključili v politično propagando in stregli zahtevam komunistične oblasti, vendar mnogi tega niso storili, med njimi je Hrabal.

## Izhajanje knjig
Hrabal je ves čas komunističnega režima ostal v domovini in pisal. Njegova dela so v 70. in 80. letih 20. stoletja izhajala hkrati kot (ilegalne) samoizdaje (samizdat), pri založbah čeških izgnancev (denimo v Kanadi) in tudi pri uradnih čeških založbah po letu 1976. V določenih točkah so se ti trije tokovi zlili, zlasti po letu 1989. Prepovedanim piscem je bil občasno dovoljen dostop do uradnih založb (Bohumil Hrabal, Jaroslav Seifert, Jan Skácel, Miroslav Holub, Jiří Šotola). Moral je privoliti v nekatere kompromise, cenzuriranje, krajšanje. V času, ko ni smel objavljati, je napisal svoja najboljša dela: Stregel sem angleškemu kralju, Mestece, v katerem se je ustavil čas, trilogija Poroke v hiši, Prebučna samota …, ki so izšla v samoizdaji. 

## Črpanje tem
Hrabalovo življenje je bilo prepleteno z njegovim ustvarjanjem, saj so njegova dela izseki iz njegovega življenja, ogrodje so resnični dogodki, resnične osebe celo s svojimi pravimi imeni. Tako rekoč v vseh svojih zgodbah opisuje svoje življenje, življenje svojih bližnjih ali pripoveduje zgodbe, ki jih je slišal.
V treh desetletjih po letu 1965 je bilo po Hrabalovih delih posnetih osem čeških filmov ter pred kratkim še deveti, in sicer Stregel sem anglešemu kralju (2007). Med najbolj branimi deli, ki so prišla izpod pisalnega stroja Bohumila Hrabala, so bila dela, ki so izšla v samoizdaji. Hrabal je neke vrste alibi za češko komunistično oblast, ki je z izdajo njegovih del dokazovala, da položaj uradno dovoljene češke književnosti ni tako brezupen.

## Dela
Začel je kot pesnik, njegovi prvi teksti so bili avantgardni, nadrealistični, naturalistični, kasneje je puščal več prostora za življenjsko radost in poetizacijo resničnosti, tudi meditativnost, kombinacijo nežnega in drastičnega humorja. Ustoličil je poseben optimističen pogled na svet, ki vidi lepoto življenja v vsem, tudi v grdem in slabem. 
Hrabalov jezik je sočno pogovoren, z izrazito neknjižno strukturo toka pripovedi.
- zbirka črtic Biser na dnu (1963)
- zbirko zgodb Pabitelji ter Plesne vaje za starejše in spretnejše (1964)
- Strogo nadzorovani vlaki (1965) (COBISS)
- izbor krajše proze z naslovom Oglas za hišo, v kateri nočem več živeti (1965)
- Stregel sem angleškemu kralju (napisan leta 1971, izšel leta 1974, prevod v slo. 1991) (COBISS)
- Mestece, v katerem se je ustavil čas (1974)
- Prebučna samota (1977, prevod v slo. 1998) (COBISS)